# SC-3000

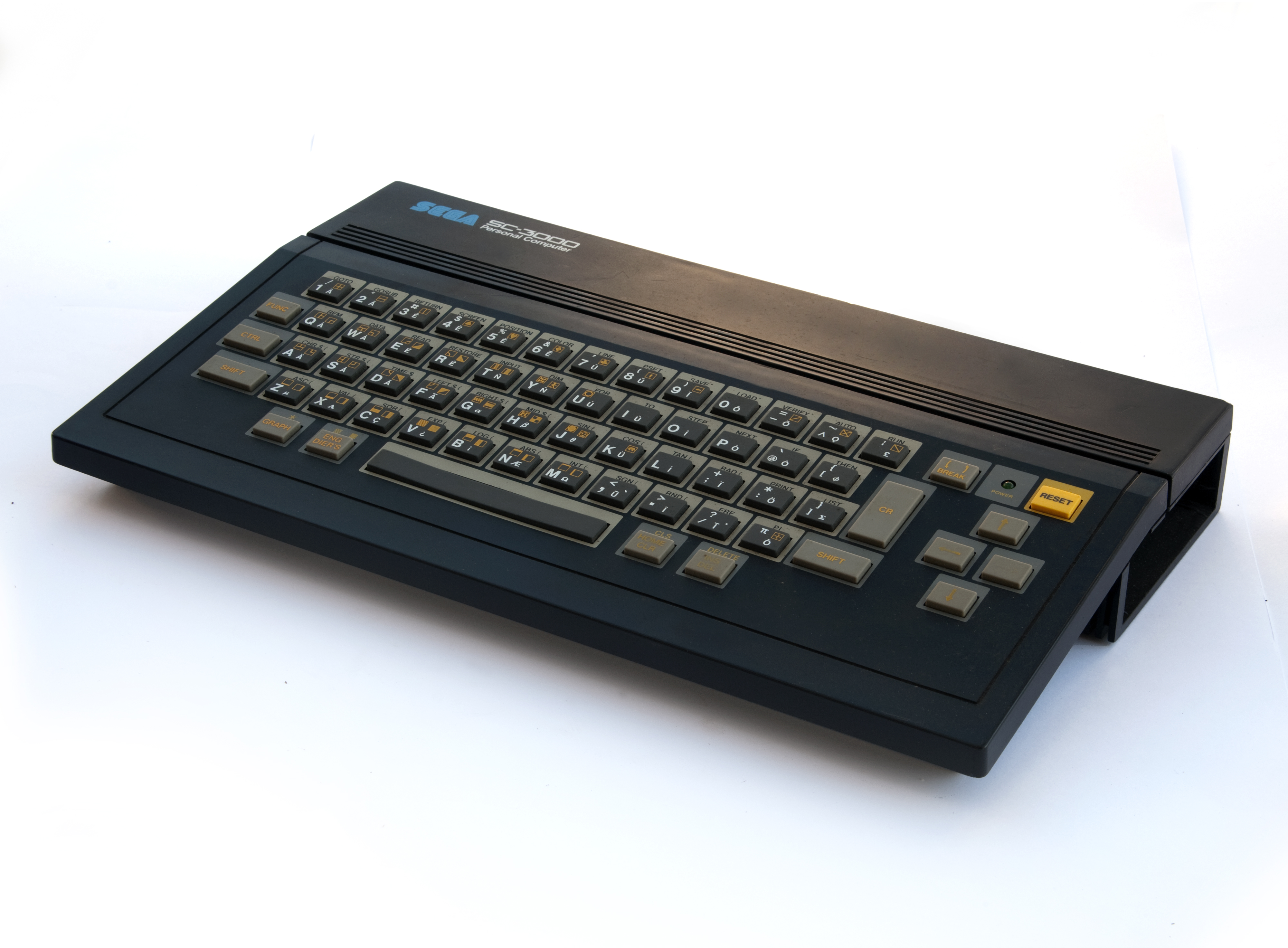

SC-3000은 세가에서 발매한 본체-키보드 일체형 8비트 가정용 컴퓨터이다. 이때 SC는 Sega Computer의 약자이다. SG-1000와 동시에 발매되었다.
SG-1000용 소프트와 호환성이 있으며, 별매의 베이직 카트리지의 사용으로 베이직 프로그래밍을 할 수 있다. MSX나 소드의 M5와 비슷한 성능을 가진 것처럼 보이지만, 구조는 달라 하드웨어 및 소프트웨어의 호환성은 없다.

## 사양
- CPU: 자일로그 Z80A
- 사운드: PSG 3음+노이즈 1음(SN76489)
- 그래픽: 15색+1색, 8x8 문자(텍사스 인스트루먼트 TMS9918로 추정)
- 입력장치: ASCII 호환 64키 고무 멤브레인 키보드(SC-3000), 64키 기계식 키보드(SC-3000H)
- 저장 매체
  - 내부 저장 매체
    - 램 18KB(최대 32KB까지 확장가능, SF-7000 사용시 64KB 추가 기본내장)
    - 롬 8KB(최대 48KB까지 확장가능)

  - 외부 저장 매체
    - 전용 롬 카트리지
    - 세가 마이 카드
    - SR-100이나 SF-7000 연결시 데이터 카세트나 3인치 플로피 디스크(양면 약 328KB의 '컴팩트 플로피 디스크')
- 색상: B(검정), W(하양), R(빨강)